# Жеті-Огузький район
Жеті-Огузький район (кирг. Жети-өгүз району) — район Іссик-Кульської області Киргизстану. Центр району — село Кизил-Суу.

## Відомі уродженці
- Пасько Євдокія Борисівна (1919) — радянська льотчиця, Герой СРСР.